# Beatrice Waghalter

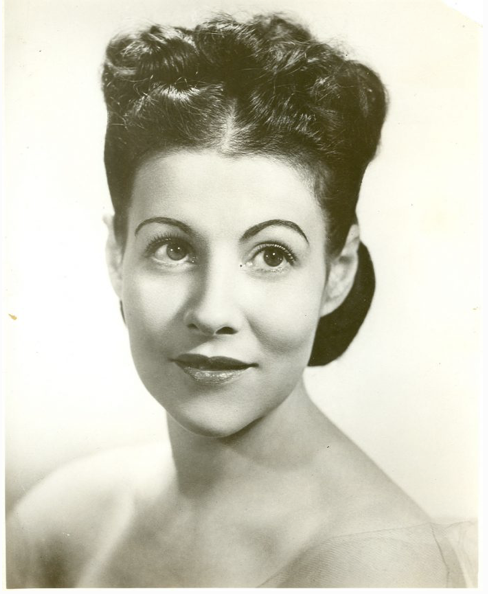
Beatrice Waghalter c. 1945

Beatrice Waghalter (* 18. Dezember 1913 in Berlin; † 18. Oktober 2001 in New York City) war eine deutsch-amerikanische Sängerin (Sopran) und Geschäftsfrau.

## Leben
Ihr Vater Ignatz Waghalter war bis 1923 der erste Dirigent der Deutschen Oper in Berlin. Im Deutschland zur Zeit des Nationalsozialismus durfte sie nur noch im Jüdischen Kulturbund vor jüdischem Publikum auftreten. 1935/36 führte sie eine Konzert-Tournee mit Leo Schönbach als Klavier-Begleiter durch Synagogengemeinden in ganz Deutschland. 1937 wanderte sie mit den Eltern und ihrem ersten Ehemann, dem Berliner Verleger Josef Freudenthal, in die Vereinigten Staaten aus. Einmal in der Woche sang sie eine halbe Stunde im  New Yorker Radio, in der Sendung The Viennese Nightingale („Die Wiener Nachtigall“).
1946 schloss sie die Ehe mit ihrem zweiten Mann Szejman. Im Jahr 1950 trat sie mit Liedern von Kurt Weill in Europa auf und gebar ihren Sohn David North. Nach dem Tod ihres Ehemannes im Jahr 1953 kehrte sie nach New York zurück; im folgenden Jahr heiratete sie den Geschäftsmann Russell Green. Fortan nicht mehr bühnentätig importierte sie als Geschäftsfrau Regenmäntel, eröffnete ein Reisebüro für Witwen und vertrieb Perückenhüte nach Frankreich.
Im Alter von 87 Jahren verstarb Beatrice Green in New York. Ihr Grab befindet sich auf dem Dorotheenstädtischen Friedhof in Berlin.